# فرسایش خاک‌ورزی

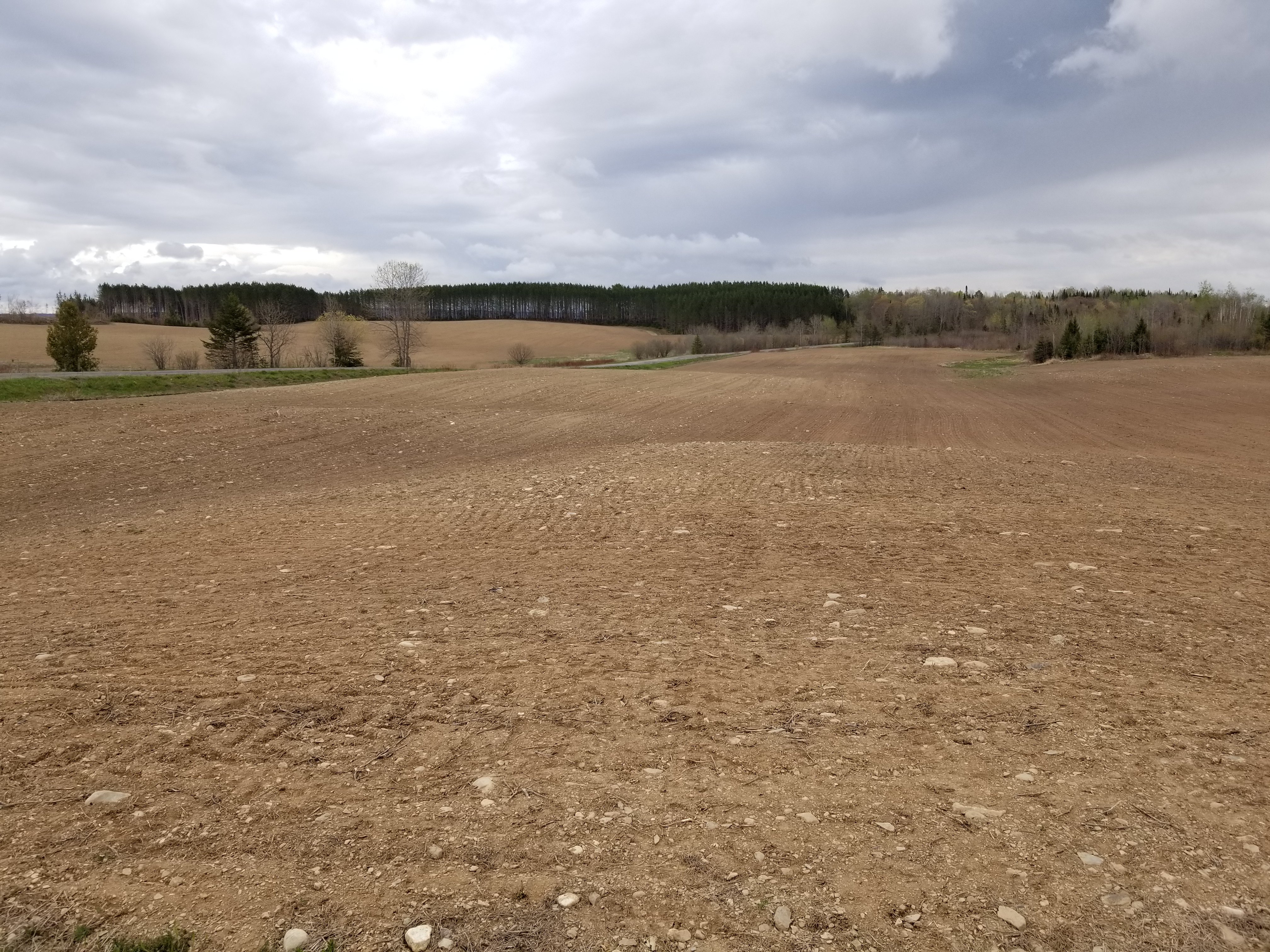
فرسایش تپه‌ها در اثر فرسایش خاک‌ورزی

فرسایش خاک‌ورزی (به انگلیسی: Tillage erosion) نوعی فرسایش خاک است که در مزارع زیر کشت به دلیل جابه‌جایی خاک توسط خاک‌ورزی رخ می‌دهد. شواهد فزاینده‌ای وجود دارد که نشان می‌دهد فرسایش خاک‌ورزی یک فرایند اصلی فرسایش خاک در زمین‌های کشاورزی است که از فرسایش آبی و بادی در بسیاری از زمینه‌ها در سراسر جهان، به ویژه در زمین‌های شیب‌دار و تپه‌ای پیشی می‌گیرد یک الگوی فضایی مشخص از فرسایش خاک که در بسیاری از کتاب‌ها و جزوه‌های فرسایش آبی نشان داده شده‌است، یعنی فرسایش تپه‌ها، در واقع ناشی از فرسایش خاک‌ورزی است، زیرا فرسایش آبی عمدتاً باعث تلفات خاک در بخش‌های میانی و بخش پایین یک شیب می‌شود، نه در بالای تپه‌ها. فرسایش خاک‌ورزی سبب دگرگونی خاک می‌شود که می‌تواند منجر به کاهش چشمگیر عملکرد محصول و در نتیجه زیان اقتصادی برای زمین کشاورزی شود.

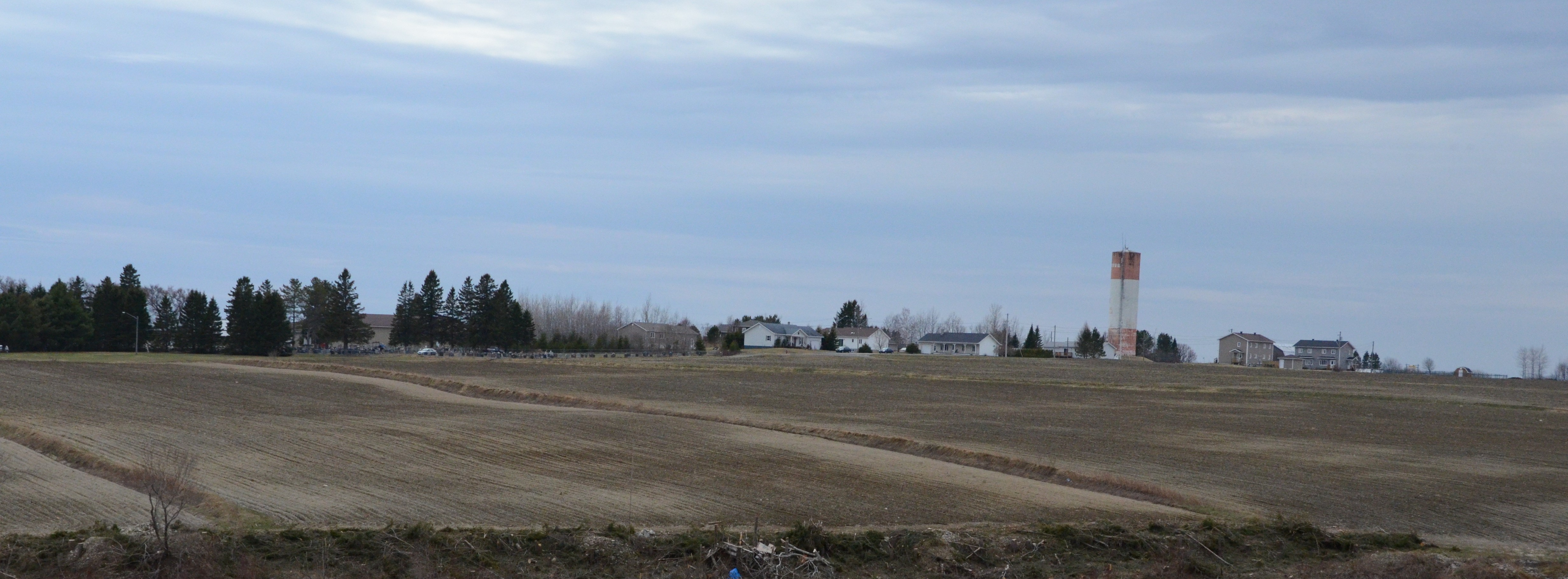
فرسایش خاک‌ورزی در مزرعه با پلکان‌های انحرافی